# Мінаміямський бунт
Мінамія́мський бунт (яп. 南山御蔵入騒動, みなみやまおくらいりそうどう, мінаміяма о-кура-ірі сōдō) — селянський виступ 1720 року в Японії. Спалахнув у провінції Муцу, місцевості Айдзу, районі Мінаміяма (сучасна префектура Фукушіма, повіти Мінамі-Айдзу й Онума). Напередодні смути цей район, доходом у 50 тисяч коку, належав автономному уділу Айдзу, але 1713 року став безпосереднім володінням шьоґунату Токуґава. Його намісники взяли курс на збільшення натуральної данини з селян. 1720 неврожайного року селяни, обурені новою владою, збунтувалися й поскаржилися шьоґунату. Вони створили конфедерацію, яка вимагала зменшення данини, сплати частини податків грішми, призупинки відправлення рису до Едо через неврожай та відставки намісника і волосних голів. Шьоґунат звільнив намісника, але ув'язнив 39 членів конфедерації й скарав на смерть 3 голів за непокору владі. 
Інші назви — бунт в Айдзу (яп. 会津御蔵入騒動), Мінаміямське повстання (яп. 南山一揆).